# 塞蘭島國家公園
塞蘭島國家公園（挪威語：Seiland nasjonalpark）是位於挪威北部塞蘭島的一處國家公園。塞蘭島是芬馬克郡面積第二大島嶼。塞蘭島國家公園面積9.6平方（3.7平方英里）。